# ديفيد ماكراكين
ديفيد ماكراكين (بالإنجليزية: David McCracken)‏ (16 أكتوبر 1981 بغلاسكو في المملكة المتحدة - ) هو لاعب كرة قدم بريطاني في مركز الدفاع. شارك مع منتخب اسكتلندا تحت 21 سنة لكرة القدم. أما مع النوادي، فقد لعب مع دندي يونايتد وسانت جونستون وميلتون كينز دونز ونادي بريستول روفيرز ونادي برينتفورد ونادي فالكيرك وويكمب وندررز.

## وصلات خارجية
- ديفيد ماكراكين على موقع الاتحاد الأوربي (الإنجليزية)
- ديفيد ماكراكين على موقع قاعدة بيانات كرة القدم.إي يو (الإنجليزية)
- ديفيد ماكراكين على موقع Soccerbase.com (لاعب) (الإنجليزية)